# YU-NO: A girl who chants love at the bound of this world
Yu-No (この世の果てで恋を唄う少女YU-NO Kono Yo no Hate de Koi o Utau Shōjo Yu-No?,  transliterado al inglés como YU-NO: A girl who chants love at the bound of this world) es un videojuego bishōjo japonés desarrollado por Elf Co. y lanzado para la NEC PC-9801 en 1996, posteriormente se lanzó para Sega Saturn y también para PC, todas ellas clasificadas para mayores de 18, debido a que CERO lo clasifica posteriormente como Z.
En el caso de las entregas para Sega Saturn y Windows 98, se ha eliminado parte del contenido erótico. El juego también incluye referencias a canibalismo e incesto. Además se hizo una adaptación de 4 episodios en formato de OVA.
Se hizo un remake del juego para PlayStation Vita y PlayStation 4 desarrollado por 5pb. Fue anunciado en diciembre de 2014 y fue lanzado el 4 de marzo de 2017.
Una nueva adaptación para anime fue anunciado por el estudio Feel y se estrenó en abril de 2019, 3 semanas después del lanzamiento del videojuego para Nintendo Switch. Para la parte Tierra, el anime de 2019 usó この世の果てで恋を唄う少女 como tema introductorio creada por Asaka y 真理の鏡、剣乃ように (Shinri no Kagami, Tsurugi no Yō ni?) como tema de cierre creada por Konomi Suzuki. Para la parte Dela Granto, el anime de 2019 usó MOTHER como tema introductorio creada por Suzuki y 神の数式 (Kami no Sūshiki?) como tema de cierre creada por Asaka. Se confirmó el lanzamiento del juego a nivel mundial por Spike Chunksoft para PC por medio de Steam el 1 de octubre de 2019 y en Norteamérica para PS4 y Nintendo Switch al mismo tiempo, con un retraso de 3 días de lanzamiento en dichas consolas para Europa.

## Sinopsis
Durante el verano, Takuya Arima recibe un paquete (de su padre desaparecido) que detalla la existencia de universos paralelos. Investiga más a fondo y pronto se da cuenta de que le han dado la clave para viajar en el tiempo entre dimensiones.
Ahora, Takuya se ve obligado a utilizar esta nueva tecnología para desentrañar el misterio del paradero de su padre y descubrir por qué las personas más cercanas a él guardan secretos.

## Argumento
siglo XXI, una chica llamada Keiko apareció frente a Takuya Arima en La Tierra. Antes de morir, Keiko le entregó a Takuya a su padre y su madrastra, Ayumi Arima.
Pasaron 10 años. Takuya es un joven estudiante y aprendiz de kendoka cuyo padre, el doctor Kodai Arima, un historiador que ha llevado a cabo diversas investigaciones, murió en una avalancha dos meses antes del inicio del juego. Durante las clases, suele ver a profesores como Mizuki, su primera amante; Kozo ryuzoji, el rival de su padre; y Eriko, que a veces trabaja como enfermera. Durante las vacaciones de verano, Takuya recibe un paquete especial de su padre desaparecido, junto con una carta que contiene información sobre la existencia de varios mundos paralelos. El paquete contiene el reflector que es un disco del tiempo y sus dos esferas, con ranuras para 8 de ellas (4 esferas y 10 ranuras en Sega Saturn y versiones RENEWAL).
Una vez que tenga el reflector, Takuya encuentra a una chica desnuda en la parte baja del cerro, quien podría ser Yu-No, pero muere (salvo en el anime) y desaparece. Además, Takuya es impactado por un rayo y forzado a viajar en el tiempo una vez que es emboscado por su profesor, Kozo Ryuzoji, Además, su madrastra Ayumi también fue impactada, siendo enviada a Dela Granto en el proceso. El objetivo es obtener las ocho esferas del tiempo y entrar a la cueva en donde existe un portal del tiempo.
Solo tiene dos días desde que Takuya fue "asesinado" para obtener las esferas, transcurrido ese plazo, es devuelto al inicio del disco del tiempo. Además, no se activa si no tiene las esferas o si entra al campo anulatiempos. En paralelo, el alcalde Shimazu le da un plazo de una semana para que su hija, Mio, abandonara Japón para así no aumentar el escándalo de corrupción. Es posible que los jugadores detecten contenido erótico (exc. en las versiones RENEWAL), incestos o enredos amorosos a mitad de partida.
El jugador puede elegir una de las siguientes rutas, sin importar su orden, pero en el anime el orden por defecto es:
- La primera ruta consiste en armar el documento usando la pieza faltante (la pág. 20) y en evitar que Ayumi, la madrastra de Takuya, se suicide. Para ello, es posible adquirir las pruebas para desenmascarar a Toyotomi, el jefe de Ayumi.
- La segunda ruta consiste en resolver el misterio de Geo Technics y la piedra hipersensorial. Para ello, Takuya se une a la reportera Kaori. Sin embargo, Kaori resultó ser una agente encubierta y traiciona a Takuya. Si no saca la piedra o si no lo entrega a Kaori, Geo Technics enviará guardias, pero Takuya se topó con su madrastra Ayumi. Ella sabe que iba a rescatar porque supo de la teoría de los mundos paralelos y que otros Takuyas iban a rescatarla.
- La tercera ruta consiste en resolver el misterio de la montaña triangular y rescatar a Mio en el proceso, debido al escándalo que hizo Yuki, el compañero de Takuya y Mio. Dentro de la montaña, debido a que se encuentra un campo anulatiempos, no es posible usar el reflector sin la piedra hipersensorial. Además, Takuya encuentra un PC portátil que permite descifrar los secretos dentro de la montaña triangular, usa las esferas para regresar a la elección de compañeros si uno de los dos muere en las trampas, y destruye la torre electrificada lanzando la espada a dicha torre. Sin embargo, Takuya se despide de sus compañeros debido a que se le acabó el tiempo al reflector.
- La cuarta ruta consiste en resolver el misterio de la mansión de Ryuzoji, además de encontrar la máquina de tiempo que permite cambiar de punto al azar. Debido al espíritu poseído de Ryuzoji, él puede controlar a Mizuki y a otras personas a través del control mental, razón por la que su madre, Ume, se suicidara. Se revela que Eriko es una agente encubierta y su pareja fue controlado por la fuerza oscura. Eriko, después de que Takuya volviese a su punto de inicio, usa su máquina del tiempo para entrar a Dela Granto y atrapar a Ryuzoji desde allí. Si el usuario usa la máquina de tiempo antes que Eriko, Takuya es enviado a cualquier punto de cualquiera de las rutas. Es posible que, tras encontrar la máquina del tiempo, Takuya abandona la ruta de Ayumi para entrar a esta ruta y que se quede encerrado en la casucha antes de la crisis y acceder a dicha máquina.
- La quinta ruta consiste en evitar que Kanna muera debido a la piedra hipersensorial rota. Para ello, es posible adquirir otra en la ruta Geo Technics o en la definitiva.

Una vez que consigue las ocho esferas (diez en Sega Saturn y versiones RENEWAL) y descubre el portal del tiempo, Takuya empieza a hacer la ruta definitiva que debe encontrar el portal del tiempo desde el punto de inicio original, resolver el puzle final y, si el jugador lo hace de forma correcta, es transportado a una isla flotante, años antes que se estrellara a la Tierra, y el proyector no funciona del todo debido a que la potencia de las esferas se agotó y tarda mucho tiempo en recargarse, por lo cual, no puede devolverse a la Tierra. Es aquí cuando Takuya conoce a Sayless (una muchacha elfa que no habla) y posteriormente nace Yu-No, una niña elfa mitad humana. A diferencia de otros elfos, Yu-No crece más rápido. Antes que Yu-No naciera, Illia, debido al malentendido, intentó atacar a Takuya, pero estaba malherida y le contó la verdad sobre los monstruos que atacaron a la isla, y murió por proteger a Takuya y Sayless en su última interceptación, dejando a Takuya la difícil misión de proteger la isla. Takuya no sabía que tiene sangre de elfo al cruzarse con Sayless. Debido a ese cruce, dieron luz a Yu-No. 4 años después de su nacimiento, Una lich se escapó de la ciudad celestial y, por un malentendido, intentó atacar a Takuya, pero también estaba malherida y Yu-No interrumpió la batalla al detectar a la cría de lich llamada Cun-Cun, y le contó la verdad sobre los monstruos controlados por un hechicero desconocido. 
Los caballeros, por un malentendido del emperador celestial, intentaron buscar a Sayless, pero se suicida en medio del altercado, debido a que debe llevarla viva al castillo en donde existe una computadora que, al agotarse el tiempo, la isla se desestabiliza y se estrella a la Tierra. Además, se llevaron el reflector que Takuya posee. Takuya debe recuperar el reflector que se encuentra en la ciudad imperial, pero fueron emboscados por los soldados, secuestrando a Yu-No en el proceso y, debido al malentendido, llevando a Takuya a prisión. Un año después, Takuya planifica el plan de escape. Es ahí por donde Takuya conoce a Amanda, la hermana de Illia, y forma a los rebeldes.
Antes de que los soldados llevasen el ataúd, los rebeldes destruyeron la cárcel gracias al método de destruir las torres que Takuya hizo en la ruta Mio, haciendo que Takuya recuperara a la ya crecida Yu-no para volver a estabilizar la isla, pero ella no la recordó e intentó matarlo, pero accidentalmente destruye la computadora que lo controlaba, haciendo que la liberara del hechizo. Tiempo después, Takuya intentó atacar al emperador, pero resultó ser su madrastra, Ayumi, que guardó el reflector solo para él y le contó la verdad: todo era obra de un hechicero llamado Kozo Ryuzoji que iba a controlar a Dela Granto mediante un hechizo, pero no pudo, dejándolo prisionero. Sin embargo, Takuya no pudo evitar el escape de Ryuzoji, lo que complica la situación. Pero no termina aquí: Según la leyenda, una sacerdotisa debe subir a la computadora para estabilizar la isla antes de que colisione con la Tierra, con un alto riesgo de muerte si la sacerdotisa fracasara. Grantia, una humana que fue convertida en inteligencia artificial tras su muerte, se sincroniza con la sacerdotisa de turno para corregir la fecha en que Dela Granto se estrella con la Tierra cada 400 años. Además, la supercomputadora había programado a los nuevos habitantes de esa isla que recortaba el tiempo de crecimiento y alargaba sus tiempos de vida, pero que dependían de las piedras hipersensoriales. Es por eso que las especies como la ya nacida Yu-No aceleraba su crecimiento. Sin esas piedras, dichas especies morían. Lo mismo ocurre con Kanna, que había nacido en la Tierra y es la última humana de las especies de Dela Granto, y la rotura de su piedra aceleraba su muerte. Las nuevas generaciones desconocían esa tecnología y lo interpreta religiosamente.
Además, Eriko, nombre clave Äichli:kkwádroú, le entrega la brújula que detecta las distorsiones del tiempo a Takuya en su primera vez que entra a la ciudad celestial. Los rebeldes descubrieron la supercomputadora en donde aparece AI, una inteligencia artificial que le cuenta la verdad a todos, tal como Ayumi hizo con Takuya. Antes del ritual, Takuya le pasa la esfera a Yu-no antes de tener sexo con ella, mientras que Ayumi detuvo la ejecución de los rebeldes. Al empezar el ritual, Yu-no se sube a la computadora, pero hubo un altercado a mitad del ritual, en donde Ryuzoji atacó a toda la ciudad, matando o desterrando civiles y soldados, respectivamente por medio de sus conjuros, e intento eliminar a Ayumi y posteriormente a Takuya, pero Eriko lo detiene y lo derrota, pero además, la computadora empieza a desestabilizar en el proceso. Sin embargo, Ayumi quedó gravemente herida en el proceso. Además, Amanda estaba embarazada de Takuya cuando fue desterrada, lo cual, tuvo una hija llamada Kanna, lo que complica la situación debido al triángulo que él mismo formó. Debido a la inestabilidad de la computadora tras la sincronización, Eriko vuelve a su propia línea temporal mientras que Takuya es forzado a devolverse al siglo XXI con su ya recargado reflector para completar las partes restantes que los jugadores lo dejaron de lado (como los malos finales) y, debido a que la esfera puso un punto de control fuera del día del "asesinato" de Takuya, reaparece Yu-No en ese punto y le cuenta a su padre de como se estrelló Dela Granto 8000 años antes del inicio del juego, y antes de que desapareciera, Takuya decide partir con ella a la tierra prometida, haciendo que los dos desaparecieran de la Tierra, terminando el juego.
El doctor Arima se despide de su hijo por última vez durante la última transmisión del anime al mismo tiempo que Takuya fuese llevada por su hija.
Otros finales aparecen con las rutas paralelas en New Game +, en donde Takuya se enamora de una de las chicas, incluyendo a su madrastra.
En el minijuego de Nintendo Switch, Yu-No debe eliminar a Ryuzoji antes de que él cause daño a la ciudad celestial.

## Jugabilidad
El juego posee la típica jugabilidad de la novelas visuales, pero además incluye la posibilidad de recolectar objetos para su uso posterior además de la habilidad de viajar a través de universos paralelos, viajar en el tiempo y cambiar la historia, gracias al sistema A.D.M.S. ("Auto Diverge Mapping System" o "sistema de mapeado auto-divergente"). Con este sistema, dependiendo de las esferas recolectadas, se puede colocar una antes de entrar al siguiente escenario, u otro distinto y regresar en el último punto en donde se dejó esa esfera. Juegos como Radiant Historia o la versión de PSP de Tactics Ogre: Let Us Cling Together utilizaron sistemas similares.
Empieza el modo A.D.M.S. con 2 esferas. El jugador debe encontrarlas a través de universos paralelos, viajes en el tiempo y completar los puzles mientras que la historia avanza. Si no hay esferas en el reflector, y cuyos datos guardados, se puede reiniciar el juego en el menú principal y tiene la opción de elegir la esfera que dejó para cargar una línea de tiempo o continuar sin elegir esferas hasta llegar a uno de los finales (algunos son forzados a volver al punto de inicio original). Si se activa la máquina del tiempo, Takuya entrará a uno de los escenarios de cualquier ruta al azar. Los objetos y las esferas quedan guardados al salir al menú principal (en caso de las versiones originales de PC-98 y Windows de 32 bits). Se requiere de las 8 esferas para acceder al epílogo. Algunas zonas no pueden abrir el mapa sin la piedra hipersensorial. En el prólogo y la ruta definitiva (req. resolver el puzle final para acceder) no hay rutas paralelas y no es posible usar el reflector.

### Controles
El prólogo y el epílogo se usan el teclado y el ratón, sin uso del reflector, mientras que la interfaz, en modo A.D.M.S. —y solo en PC98 y la versión de 32 bits para Windows—, se utiliza solo el ratón para elegir objetos, interactuar con el escenario, o usar el reflector, siempre que quede, al menos, una esfera.
En caso de consolas como Sega Saturn o la versión de 64 bits para Windows, se puede jugar con los joypads (DualShock en PS4), o utilizando el ratón.

## Lanzamientos
- El 26 de diciembre de 1996, se ha publicado la última versión de DOS de este juego para PC98 en disquetes y CD-ROM. El precio fue de 9800 yenes). La versión en CD tiene arreglos de audio, pero la gráfica es la misma que la versión en disquetes.
- El 4 de diciembre de 1997, se ha publicado para Sega Saturn. El precio fue de 7800 yenes, o 9800 yenes si es comprado junto con el ratón. Un disquete con los datos especiales que era enviado por correo a jugadores de PC98, estos datos fueron incluidos en esta versión. Algunas referencias a incesto fueron eliminadas.

Otras modificaciones son: aumento de paleta de colores, música reorquestada, voces de los personajes, eliminación de contenido explícito, req. 10 gemas (en vez de 8) para entrar al epílogo.
- El 22 de diciembre de 2000, se ha publicado para Windows como parte de la serie Elf Classics, junto con Shangrlia 1 y 2. Todo el contenido eliminado en la versión de Sega Saturn también fue eliminado en esta versión, pero como contrapartida, se usó el sonido y los gráficos originales de PC98.
- El 9 de 2011, se hizo una traducción para Windows por TLWiki. Aparte de la traducción, se ha restaurado todas las referencias a incestos, el contenido explícito, el sonido de los disquetes de PC98 y los gráficos y voces de Sega Saturn.
- El 3 de 2017, se hizo el remake para PlayStation 4 y vita por parte de 5pb, que adquirió los derechos de la difunta Elf. El Remake contiene canciones remezcladas, y nuevos artes gráficos con Ryo Nagi como artista de personaje. Son 40 000 copias vendidas.
- El 14 de marzo de 2019, se hizo la conversión del remake para Nintendo Switch. En ella, incluye un minijuego de plataformas con gráficos de Super NES.
- El 1 de octubre de 2019, se lanzó la conversión del remake para PC, pero solo funciona en procesadores X64, y la versión global para Nintendo Switch y PlayStation 4. Con excepción de las voces que están en japonés, la interfaz y los textos son traducidos al inglés. Solo que en la versión norteamericana se utilizó el sistema de medición imperial en vez del métrico.

## Anime
Pink Pineapple produjo y lanzó una serie de animación de video original de anime hentai de cuatro episodios durante 1998-1999.
En 2016, se anunció una nueva adaptación de anime producida por Feel en colaboración con MAGES y Genco. El nuevo anime se emitió del 2 de abril al 1 de octubre de 2019 con un total de 26 episodios, en las cadenas AT-X, Tokyo MX, ABC y BS Fuji. Esta versión incluye todas las rutas y personajes del juego original, pero el audio es reorquestado para coincidir con el juego de Windows de 64bits, y como se relaciona las chicas con Takuya en cada ruta paralela. Además, Mio en el anime es más tsundere y Kana se vuelve más misteriosa, además de algunas bromas hechas por el guionista Hirakawa.
Un nuevo episodio especial fue incluido con el tercer volumen de Blu-ray de la serie, lanzado en Japón el 26 de diciembre de 2019.

### Lista de Episodios (2019)
| Tierra - Prólogo | |                          |
| 1 | «You Know?» «You Know?» (You Know?)                                                                                      | 2 de abril de 2019       |
| Takuya, un joven que lidia con la muerte de su padre, recibe una extraña carta por correo. Lo lleva a los acantilados locales, donde suceden cosas extrañas, y conoce a una misteriosa chica. | |                          |
| Tierra - La Ruta de Ayumi | |                          |
| 2 | «Teorema Constitutivo del Mundo Paralelo» «Heiretsu Sekai Kōsei Genri» (並列世界構成原理)                                | 9 de abril de 2019       |
| Takuya intenta averiguar qué poderes tiene su nuevo dispositivo, así como cuáles podrían ser sus limitaciones. Tiene la oportunidad perfecta de probarlo cuando su madre es atacada.          | |                          |
| 3 | «Lágrimas que no se Pueden Detener» «Tomerarenai Namida» (止められない涙)                                                | 16 de abril de 2019      |
| Ayumi asiste a una reunión con la gente del pueblo para discutir las muertes por los rayos. Ella está empezando a resquebrajarse bajo la presión de dirigir su sitio de trabajo.              | |                          |
| 4 | «Piel Blanca Sucia» «Kegasareta Shiroi Hada» (穢された白い肌)                                                            | 23 de abril de 2019      |
| Ayumi está actuando de manera extraña el día después de la reunión con la gente del pueblo. Takuya comienza a sospechar que algo anda muy mal.                                                | |                          |
| 5 | «Espiral de Tragedia» «Higeki no Rasen» (悲劇の螺旋)                                                                     | 30 de abril de 2019      |
| Ha llegado el momento de poner en uso el dispositivo reflector. Pero Takuya descubrirá que es más difícil de lo que piensa.                                                                   | |                          |
| Tierra - La Ruta de Kaori | |                          |
| 6 | «Más Allá de una luz Pálida» «Aojiroki Hikari no Kanata ni» (青白き光の彼方に)                                           | 7 de mayo de 2019        |
| Con Ayumi a salvo, depende de Takuya demostrar su inocencia. Irrumpe en Geotech con Kaori para obtener la información que necesita.                                                           | |                          |
| Tierra - La Ruta de Mio | |                          |
| 7 | «La Causa de la Maldición» «Tatari Sōdō no Genkyō» (タタリ騒動の元凶)                                                    | 14 de mayo de 2019       |
| Takuya va a entregar las notas de investigación de su padre a la casa de Ryuzoji, donde se da cuenta de que algo anda muy mal.                                                                | |                          |
| 8 | «Los Gorriones y las Golondrinas no Saben» «Enjaku Izukunzo» (燕雀いずくんぞ)                                            | 21 de mayo de 2019       |
| Mio está deprimida después de enterarse de las actividades corruptas de su padre. Peor aún, la está enviando fuera del país.                                                                  | |                          |
| 9 | «La Distancia Entre Él y Ella» «Kare to Kanojo no Kyori» (彼と彼女の距離)                                                | 28 de mayo de 2019       |
| Después de que se revela que el padre de Mio es corrupto, su reputación en la escuela se arruina. Antes de que se vaya de Japón para siempre, hay una última cosa que quiere hacer.           | |                          |
| 10 | «Sentimientos Superpuestos» «Kasanaru Omoi» (重なる想い)                                                                 | 4 de junio de 2019       |
| Takuya persigue a Mio hasta la extraña torre que forma el Monte Sankaku. Pero hay más dentro de lo que él sabía.                                                                              | |                          |
| 11 | «Ese Beso, Una Vez Más» «Mō Ichido Ano Kisu o» (もう一度あのキスを)                                                      | 11 de junio de 2019      |
| Takuya y Mio están atrapados debajo del Monte Sankaku, con Mitsuki persiguiéndolos. Y al amanecer, el rayo comenzará a caer.                                                                  | |                          |
| Tierra - La Ruta de Mitsuki | |                          |
| 12 | «El Secreto Bajo el Abrigo Blanco» «Hakui no Shita no Himitsu» (白衣の下の秘密)                                          | 18 de junio de 2019      |
| Habiendo salvado a Mio, Takuya se encuentra de vuelta donde comenzó. ¿Qué le espera esta vez?                                                                                                 | |                          |
| 13 | «Un Destino Ordenado» «Sadamerareta Unmei» (定められた運命)                                                              | 25 de junio de 2019      |
| Takuya trabaja con Eriko para descubrir los secretos de Ryuzoji. Se entera de que su pasado es muy diferente de lo que alguna vez sospechó.                                                   | |                          |
| Tierra - La Ruta de Kanna | |                          |
| 14 | «El Amigo del Estudiante de Transferencia» «Tenkōsei no Otomodachi» (転校生のお友達)                                     | 2 de julio de 2019       |
| Takuya comienza un nuevo bucle de tiempo. Esta vez, su objetivo es Kanna, que parece saber mucho más de lo que una estudiante transferida debería.                                            | |                          |
| 15 | «Un Verano que no Volverá» «Modoranai Natsu» (戻らない夏)                                                                | 9 de julio de 2019       |
| Takuya y sus amigos se dirigen a la playa privada de Mio para disfrutar de unas divertidas vacaciones de verano. Pero de repente el dispositivo reflector desaparece.                         | |                          |
| 16 | «Dentro del Tiempo Inmóvil» «Ugokanai Toki no Naka de» (動かない時の中で)                                                | 16 de julio de 2019      |
| Kanna está siendo amenazada por Hojo, un detective privado que trabaja para Ryuzoji. Ella se despide de Takuya, y amenaza con irse para siempre.                                              | |                          |
| 17 | «Un Voto Pálido y Efímero» «Aoku Hakanaki Chikai» (青く儚き誓い)                                                         | 23 de julio de 2019      |
| Se han colocado carteles en la escuela denunciando a Kanna, y ella se va a transferir lejos de la escuela. Antes de irse, Takuya va a reunirse con ella por última vez.                       | |                          |
| Dela Granto y epílogo | |                          |
| 18 | «Amanecer en Dela Granto» «Dera Guranto no Tasogare» (デラ=グラントの黄昏)                                               | 6 de agosto de 2019      |
| Takuya se encuentra en el misterioso mundo de Dela Granto. Solo y lejos de casa, busca la psychite para salvar a Kanna.                                                                       | |                          |
| 19 | «Vínculo Entre Padre e Hijo» «Oyako no Kizuna» (親子の絆)                                                                | 13 de agosto de 2019     |
| Takuya y Sayless dan a luz a una hermosa hija, Yu-No. Pero no todo está bien en su nuevo mundo.                                                                                               | |                          |
| 20 | «Dentro del Desierto Rafaelo» «Rafaero Sabaku e» (ラファエロ砂漠へ)                                                      | 20 de agosto de 2019     |
| Sayless es asesinada por guardias de la ciudad imperial, y Takuya se adentra en el mortal desierto de Rafaelo para vengarse.                                                                  | |                          |
| 21 | «La Cantera Donde Gobiernan los Demonios» «Akuma no Shihai Suru Saikutsujō» (悪魔の支配する採掘場)                       | 27 de agosto de 2019     |
| Takuya es encarcelado en la cantera y obligado a extraer "piedras sagradas", que parecen ser la psychite que busca. Pasa un año mientras intenta escapar.                                     | |                          |
| 22 | «Escape de la Cantera» «Saikutsujō kara no Dasshutsu» (採掘場からの脱出)                                                 | 3 de septiembre de 2019  |
| Amanda y Takuya inician una rebelión con los miembros de la resistencia infiltrados y prisioneros de guerra, con la esperanza de poder escapar de la cantera.                                 | |                          |
| 23 | «La Ciudad Imperial, Donde Sopla el Viento» «Kaze no Fuku Teito» (風の吹く帝都)                                          | 10 de septiembre de 2019 |
| La resistencia comienza su asalto al castillo del Emperador Divino, y Takuya se reúne con alguien que no esperaba ver.                                                                        | |                          |
| 24 | «La Verdad de Dela Granto» «Dera Guranto no Shinjitsu» (デラ=グラントの真実)                                             | 17 de septiembre de 2019 |
| Takuya descubre la verdad detrás del otro mundo de Dela Granto, y el desastre que se avecina.                                                                                                 | |                          |
| 25 | «El Ritual Prometido» «Yakusoku no Gishiki» (約束の儀式)                                                                 | 24 de septiembre de 2019 |
| El ritual para salvar ambos mundos se lleva a cabo, pero es interrumpido en el último segundo por Ryuzoji, quien planea interrumpirlo para que todos mueran.                                  | |                          |
| 26 | «Una Chica que Canta Amor en el Límite de Este Mundo» «Kono Yo no Hate de Koi o Utau Shōjo» (この世の果てで恋を唄う少女) | 1 de octubre de 2019     |
| El ritual se completa, pero Yu-No debe pagar un alto precio. ¿Estará Takuya allí para ella?                                                                                                   | |                          |